# Бийский котельный завод
Энергостройдеталь - Бийский котельный завод (ЭСД - БиКЗ) — промышленное предприятие в Бийске, Алтайский край. Занимается производством паровых и водогрейных котлов средней и малой мощности, котельно-вспомогательного оборудования для промышленной и коммунальной энергетики. Основано в 1942 году.
Официальной датой основания Государственного Союзного Бийского котельного завода является 17 апреля 1942 г. согласно Приказу Народного Комиссариата тяжелого машиностроения СССР № 154 от 17.04.1942 г. "О создании в городе Бийске завода по производству промышленных котлов малой мощности низкого давления".

## История
История Бийского котельного завода началась в грозном 1942 году, когда около полутора тысяч различных предприятий оборонной промышленности, станко- и машиностроения были спешно вывезены из прифронтовой полосы и зоны боевых действий в глубокий тыл — на Урал и за него, в бескрайние просторы Сибири, недоступные ни самой мощной артиллерии, ни авиации противника.
Ввод в эксплуатацию большого количества новых заводов, рудников, шахт, электростанций (согласно военно-хозяйственному плану в стране на новых местах строилось более 10 тысяч промышленных предприятий) требовал огромного количества промышленных и энергетических котлов и котельно-вспомогательного оборудования. К началу 1942 г. из девяти заводов, выпускающих котлы и котельно-вспомогательное оборудование, работал лишь один Кусинский чугунолитейный, и то не на полную мощность. Другие котельные заводы находились на территории, оккупированной нацистскими захватчиками. Перед страной встала задача в кратчайший срок организовать производство котлов для новых фабрик и заводов. Тогда был основан Бийский котельный завод (БиКЗ)

## Продукция
На заводе выпускаются следующие виды продукции:
Котлы и автономные модульные котельные установки:
- котлы паровые мощностью 0,4-120 т пара/ч марок КЕ, ДЕ, ДКВр, Е, ДСЕ и др., с давлением пара 0,07; 0,8; 1,3; 2,3; 3,9 МПа, в том числе с пароперегревателями на 225, 250, 270, 285, 350, 370, 380, 400, 440 °С;
- котлы водогрейные мощностью 100 кВт — 209 МВт марок КВ, Гефест, Прометей и др., с температурой нагрева воды до 85-150 °С;
- МКУ паровые мощностью до 25 т пара/ч; МКУ водогрейные мощностью до 30 МВт.

котельно-вспомогательное оборудование:
- вентиляторы, дымососы;
- экономайзеры стальные и чугунные, воздухоподогреватели;
- горелки, топки, питатели топлива, золоуловители, линии топливоподачи и шлакозолоудаления, трубы дымовые;
- водоподготовительное и теплообменное оборудование;
- оборудование подготовки топлива;
- воздухосборники, насосы, циклоны;
- арматура, автоматика котлов, энергозапчасти для всех видов котлов ДКВр, ДЕ, КЕ, КВТС, КВГ.

## Рынки сбыта
География поставок завода охватывает территорию России, а также некоторые страны ближнего и дальнего зарубежья. На оборудовании БиКЗ производится почти 90 % пара в России; бийские котлы работают на различных промышленных объектах в Иране, Ираке, Афганистане, Сербии, Польше, Болгарии, Венгрии, Монголии, Китае, на Кубе и т. д.

## Собственники и руководство
В 2019 году «Завод Сибгазстройдеталь» и АО «БиКЗ» приняли решение о совместной деятельности на рынке энергетического оборудования. Для осуществления намеченной стратегии развития было создано ООО «ЭнергоСтройДеталь - Бийский Котельный Завод».
----При цитировании ссылка на Официальный сайт Алтайского края обязательна
Источник: https://www.altairegion22.ru/territory/remember/den-pobedy/altay-den-pobedy/zavody-pobedy/kotelnyj/